# Parascelus
Parascelus är ett släkte av kräftdjur. Parascelus ingår i familjen Parascelidae.
Kladogram enligt Catalogue of Life:
| Parascelus | \| \| Parascelus edwardsi \| \| \| \| \| \| Parascelus typhoides \| \| \| \| |
|            | \| \| Parascelus edwardsi \| \| \| \| \| \| Parascelus typhoides \| \| \| \| |
|            | Euscelus                                                                     |
|            |                                                                              |
|            | Schizoscelus                                                                 |
|            |                                                                              |
|            | Thyropus                                                                     |
|            |                                                                              |
|            | Parascelus edwardsi                                                          |
|            |                                                                              |
|            | Parascelus typhoides                                                         |
|            |                                                                              |

|  | Parascelus edwardsi  |
|  |                      |
|  | Parascelus typhoides |
|  |                      |